# Wronka (wzniesienie)

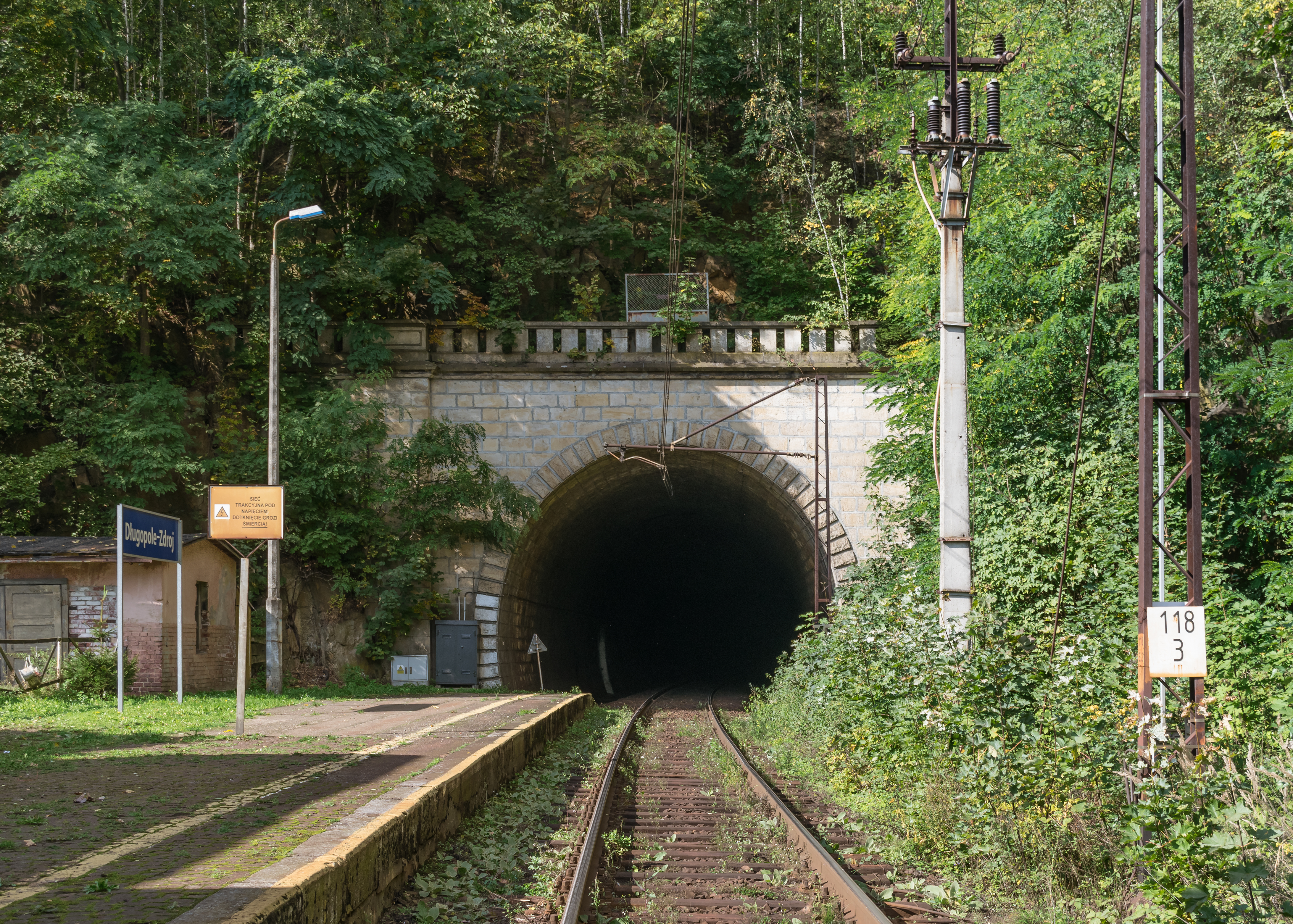
Tunel w Długopolu-Zdroju przechodzący pod Wronką

Wronka (niem. Krâhenberg, 458 m n.p.m.) – wzniesienie  w Sudetach Środkowych, w Obniżeniu Bystrzycy Kłodzkiej, w województwie dolnośląskim.	
Wzniesienie położone jest w środkowo-zachodniej części Obniżenia Bystrzycy Kłodzkiej, około 500 m na wschód od wsi Długopole-Zdrój.	
Wronka jest najwyższym jednostkowym wzniesieniem w Obniżeniu Bystrzycy Kłodzkiej górującym od wschodu nad Długopolem-Zdrój, wznosi się na wysokość około 458 m n.p.m. nad Dolinę Nysy Kłodzkiej, położoną u zachodniego podnóża, która w Długopolu-Zdr. wcina się w płasko uławicone serie piaskowców i margli górnej kredy, głębokim kanionem pomiędzy wyniosłość wzniesienia Wronka na wschodzie a Długim Grzbietem na zachodzie. Jest to wzniesienie charakteryzujące się nieregularną rzeźbą i urozmaiconym ukształtowaniem w kształcie niewielkiego grzbietu z niewyraźnie zaznaczonym wierzchołkiem na zrównanej wierzchowinie. Zachodnie i południowe zbocza stromo opadają do doliny Nysy Kłodzkiej. Wzniesienie od zachodu i południa wyraźnie wydziela dolina Nysy Kłodzkiej. Wzniesienie zbudowane jest ze skał metamorficznych należących do metamorfiku Gór Bystrzyckich i Orlickich, głównie gnejsów, łupków łyszczykowych i kwarcytów. Na nich zalegają piaskowce górnokredowe. Zbocza wzniesienia pokrywa niewielka warstwa młodszych osadów z okresu zlodowaceń plejstoceńskich. Partia szczytowa oraz zbocza wzniesienia w całości porośnięte są monokulturowym lasem świerkowym regla dolnego z domieszką brzozy, buka, jaworu i modrzewia. Dolne partie wschodnich północnych i południowych zboczy zajmują nieużytki i łąki, na których rosnące ciągi drzew i kępy krzaków wyznaczają dawne miedze.U zachodniego podnóża wzniesienia po prawej stronie Nysy Kłodzkiej rozpościera się malowniczy Park Wschodni, który naturalnie przechodzi w las usytuowany na zachodnim zboczu. Zachodnim zboczem na poziomie około 400 m n.p.m. prowadzi linia kolejowa nr 276 Kłodzko – Międzylesie a podnóżem, równolegle do koryta Nysy Kłodzkiej prowadzi droga Bystrzyca Kłodzka – Międzylesie. Położenie wzniesienia, kształt i wyraźna rozciągnięta część szczytowa z niewyraźnie podkreślonym wierzchołkiem, czynią wzniesienie rozpoznawalnym w terenie.

## Inne
- w przeszłości z łąki na zboczu Wronki czerpano radoczynną borowinę.
- na zachodnim zboczu Wronki położona jest stacja kolejowa, obok której przebito długi na 360 m tunel kolejowy, otwarty 02.09.1875 r., przy którego budowie zatrudniono włoskich kamieniarzy.
- w drugiej połowie XIX w. na zachodnim zboczu wzniesienia nad  rzeką postawiono altankę widokową niem. Waldkanzel (ambona leśna), z której można było podziwiać widoki uzdrowiska i Gór Bystrzyckich; cieszyła się ona dużym powodzeniem kuracjuszy[1].

## Turystyka
- Przez szczyt  przechodzi szlak turystyczny:

 – czerwony Główny Szlak Sudecki, prowadzący z Świeradowa zdr. do Prudnika
- Na wzniesieniu znajduje się punkt widokowy, z którego rozciąga się przepiękny widok na Długopole, Rów Górnej Nysy, Igliczną, Suchoń, Czarną Górę i okoliczne wzniesienia.